# Гапеева, Валерия Александровна
Вале́рия Алекса́ндровна Гапе́ева (род. 31 января 1940, Миасс, Челябинская область) — российский музыковед, лектор, педагог. Заслуженный работник культуры РСФСР (1985). Живёт в Санкт-Петербурге.

## Биография
- 1940, 31 января — родилась в Миассе Челябинской области
- 1985, 26 декабря — решением Президиума Верховного Совета РСФСР удостоена почетного звания «Заслуженный работник культуры РСФСР»
- 2010 — живёт  в гг. Магнитогорск - Санкт-Петербург

## Преподавательская деятельность
Пятьдесят  лет Валерия Гапеева отдала работе в Магнитогорской государственной консерватории, где преподавала предметы:
- зарубежная музыкальная литература
- русская музыкальная литература
- народное музыкальное творчество
- лекторская практика
- ораторское искусство

Помимо учебной работы, В. Гапеева являлась организатором и ведущей многочисленных музыкальных вечеров, концертов, лекториев.

## Награды и звания
- Заслуженный работник культуры Российской Федерации (1985)

## Публикации
1. И мастерство, и вдохновенье... (об оркестре И. Капитонова). — «Магнитогорский рабочий», 30 сентября 1999, с. 3.

## Интересные факты
- Давняя дружба (с 1966) связывает В. Гапееву с композитором Родионом Щедриным.

В дни празднования 80-летия Р.К.Щедрина в С.-Петербурге  посетила его концерт и общалась с ним в Концертном зале Мариинского театра (22 декабря 2012 г.).